# Concursul Muzical Eurovision 2003
Concursul muzical Eurovision 2003 s-a desfășurat la Riga , Letonia.Concursul a fost câștigat de reprezentanta Turciei , Sertab Erener cu melodia Everyway That I Can , care a fost cu doar 2 puncte în fața ocupantei locului 2 (Belgia) și cu doar 3 puncte în fața ocupantei locului 3 (Rusia). După concurs Sertab Erener a fost acuzată de toată lumea că a copiat o melodie a lui Tarkan intitulată I Can. România a fost reprezentată de Nicoleta Alexandru (Nicola) care s-a clasat pe locul 10 cu 73 de puncte.

## Rezultatele
| Locul | Puncte | Cântec                            | Artist                | Țară                  |
| 1.    | 167    | Every Way That I Can              | Sertab Erener         | Turcia                |
| 2.    | 165    | Sanomi                            | Urban Trad            | Belgia                |
| 3.    | 164    | Ne ver, ne boisia                 | t.A.T.u.              | Rusia                 |
| 4.    | 123    | I'm Not Afraid To Move On         | Jostein Hasselgård    | Norvegia              |
| 5.    | 107    | Give Me Your Love                 | Fame                  | Suedia                |
| 6.    | 101    | Weil der mensch zählt             | Alf Poier             | Austria               |
| 7.    | 90     | Keine Grenzen/Zadnych Granic      | Ich Troje             | Polonia               |
| 8.    | 81     | Dime                              | Beth                  | Spania                |
| 9.    | 81     | Open Your Heart                   | Birgitta Haukdal      | Islanda               |
| 10.   | 73     | Don't Break My Heart              | Nicola                | România               |
| 11.   | 53     | We've Got The World               | Mickey Harte          | Irlanda               |
| 12.   | 53     | Let's Get Happy                   | Lou                   | Germania              |
| 13.   | 45     | One More Night                    | Esther Hart           | Țările de Jos         |
| 14.   | 30     | Hasta la vista                    | Olexandr Pomanyrov    | Ucraina               |
| 15.   | 29     | Više nisam tvoja                  | Claudia Beni          | Croația               |
| 16.   | 27     | Ne brini/Could It Be              | Mija Martina Barbaric | Bosnia și Herțegovina |
| 17.   | 25     | Never Let You Go                  | Mando                 | Grecia                |
| 18.   | 19     | Monts et merveilles               | Louisa Bailechel      | Franța                |
| 19.   | 17     | Milim la'ahava (Words For Love)   | Lior Narkis           | Israel                |
| 20.   | 15     | Feeling Alive                     | Stelios Konstantas    | Cipru                 |
| 21.   | 14     | Eighties Coming Back              | Ruffus                | Estonia               |
| 22.   | 13     | Deixa-me sonhar (só mais una vez) | Rita Guerra           | Portugalia            |
| 23.   | 7      | Nanana                            | Karmen Stavec         | Slovenia              |
| 24.   | 5      | Hello From Mars                   | F.L.Y.                | Letonia               |
| 25.   | 4      | To Dream Again                    | Lynn Chircop          | Malta                 |
| 26.   | 0      | Cry Baby                          | Jemini                | Regatul Unit          |